# Francis Baily
Francis Baily (født 28. april 1774 i Newbury, Berkshire, død 30. august 1844 i London) var en engelsk astronom. 
1820 var han en af stifterne af Royal Astronomical Society og har i dets publikationer offentliggjort blandt andet sin bestemmelse af jordens tæthed og en ny udgave af en del ældre stjernekataloger. Han fik udgivet Lalandes og Lacailles observationer i katalogform. I 1835 publicerede han Flamsteeds stjernekatalog med en monografi over denne første Astronomer Royal i Greenwich.